# Wólka Czepowa
Wólka Czepowa – wieś w Polsce położona w województwie wielkopolskim, w powiecie kolskim, w gminie Kłodawa.
W latach 1975–1998 miejscowość administracyjnie należała do województwa konińskiego.
Na terenie wsi, w niewielkim parku, znajduje się dwór wybudowany przez Wacława Gałeckiego w 1930. Od 2004 mieści się tam Szkoła Podstawowa im. kardynała Stefana Wyszyńskiego prowadzona przez Stowarzyszenie Przyjaciół Szkół Katolickich.